# Lluïsa Falcó Esparducer
Lluïsa Falcó Esparducer (Vinaròs, 1953), ceramista i escultora, viu a la Ràpita (el Montsià), on té el taller des de 1976. Enceta la seva formació com a ceramista amb el mestre ceramista Frederic Gisbert, fundador de l'Escola d'Art de Sant Cugat, al seu taller de Barcelona. Posteriorment, estudia amb Enrique Mestre, professor d'unes quantes generacions de ceramistes, a l'Escola d'Arts i Oficis de València, on obté el títol de graduada en Arts i Oficis en l'especialitat de Ceràmica. Continua la formació amb diversos cursos: de torn a l'Escola de Ceràmica de Manises (València) /1975), curs d'esmalts de gres amb Dolors Ros a l'Escola de Ceràmica de la Bisbal d'Empordà (1989), i curs de raku a l'Escola d'Arts i Oficis de la Diputació Provincial de Tortosa amb Martí Royo (1993). L'any 1976 Falcó es va casar amb l'escultor Agustí Vizcarro, amb qui realitza la majoria de les exposicions, però mantenint cadascú la seva individualitat, la seva manera de treballar.
L'any 1979 exposen a la Caja de Ahorros de Pamplona, conjuntament amb Glòria Beltran Rahola. Continua amb exposicions a Bremen, Hamburg, Tortosa, Vinaròs, Barcelona, Balaguer. El 2000 exposa a la Sala de Caja Castilla-La Mancha (Albacete). Un dels seus projectes és Escultura i ceràmica a la cora del riu (2001) una mostra realitzada a la Biblioteca Comarcal Sebastià Joan Arbó d'Amposta. Cap a l'any 2005 tornen a la Sala Caja Castilla-La Mancha a Albacete, on Lluïsa Falcó presenta escultures modulars intercanviables.
En les seves darreres obres, l'artista s'ha decantat pel treball en porcellana, en què ha aconseguit donar-nos una nova visió del paisatge del Delta.